# بطل للنهاية (فلم)
بطل للنهاية هو فيلم مصري عرض عام 1963، بطولة فريد شوقي وليلى طاهر ومحمود المليجي وتوفيق الدقن، من تأليف علي الزرقاني ومن إخراج حسام الدين مصطفى.

## قصة الفيلم
حافظ أمين رئيس جمعية خيرية لرعاية الأطفال، متخذًا إياها ساترًا لنشاطه الإجرامي، الذي يرتكز على اختطاف الأطفال وردهم مقابل مبالغ ضخمة، وعندما يعاني المهندس (أحمد عبده) من تهديدات العصابة المستمرة له باختطاف ابنته، يقرر عدم الاستسلام وإبلاغ الشرطة التي تستعين بأحد المجرمين السابقين لكي ينضم إلى العصابة بغرض الكشف عما كان من أمرها.

## طاقم التمثيل
- فريد شوقي: (فرانس / إبراهيم)
- ليلى طاهر: (سميرة - زوجة إبراهيم)
- محمود المليجي: (حافظ أمين - زعيم العصابة)
- توفيق الدقن: (سليم - من أفراد العصابة)
- زين العشماوي: (رشاد - من أفراد العصابة)
- نظيم شعراوي: (رئيس المباحث)
- محمد الدفراوي: (ضابط شرطة)
- عبد البديع العربي: (سيد - والد الطفلة المخطوفة)
- وجدي العربي: (الطفل حسن)
- إكرام عزو: (طفلة)
- هيلين: (إيلين - عشيقة حافظ أمين)
- خريستو كلاداكيس: (جورج - زوج إيلين)
- ناهد سمير: (إحسان)
- علي رشدي: (أحمد عبده)
- عبد العزيز أبو الليل: (مصطفى - من أفراد العصابة)
- لطفي عبد الحميد: (شمعة - من أفراد العصابة)
- بدر نوفل: (ضابط مباحث)
- محسن حسنين: (عامري - من أفراد العصابة)
- أحمد مرسي: (زيدان - من أفراد العصابة)
- فايق بهجت: (من أفراد العصابة)

## فريق العمل
- إخراج: حسام الدين مصطفى
- تأليف: علي الزرقاني
- مدير التصوير: كليليو
- مونتاج: حسين أحمد
- إنتاج: أفلام جمال الليثي
- توزيع: دولار فيلم